# Косино
Косино́ — село в Україні, у Мукачівському районі Закарпатської області. Відстань до райцентру становить близько 11 км і проходить автошляхом Т 0726. Входить до складу Чинадіївської селищної громади.

## Історія
Австрійська офіційна назва — Коцкосалаш (угор. Koczkaszállás). Село мало свою символіку — печатку з зображенням гори, під якою росте дуб; праворуч від дуба — сидячий птах в обрамленні лаврового вінка (офіційний зразок печатки було затверджено Міністерством внутрішніх справ Королівства Угорщини 1904 року).

## Храми
храм св. пр. Іллі. 1912.
У 1649 р. в селі був священик. Дерев'яну церкву св. Миколи з одним малим дзвоном згадують у 1733 р., коли священиком був Іван Рогач. Оскільки стара церква занепала внаслідок різкого зменшення населення, в 1747 р. з дозволу поміщика громада послала Федора і Петра Лендєлів збирати необхідні кошти для спорудження нової церкви, однак великого успіху вони не досягли.
У 1778 р. згадують покинуту стару дерев'яну церкву, присвячену Пресвятій Богородиці. Наступний спогад про стару дерев'яну церкву належить до 1881 р. Ця церква зберігалася після зведення мурованої, а приблизно у середині 1920-х її, як переказують, передали в інше село (згадують Климовицю).
Церкву в Косині встиг сфотографувати Ф. Заплетал у 1921 p., але підпис під світлиною зроблено про те, що вона євангелістська.
Землю під спорудження мурованої базилічної церкви значно нижче старої церкви виділив селянин Ковбаско. Організував і вів будівництво тодішній староста села Федір Желізник, а куратором був Михайло Дзямко. За спогадом Петра Русина, перша служба в новій церкві, спочатку присвяченій св. Миколаю, відбулася 1914 року.
Дехто твердить, що іконостас перенесли зі старої церкви, інші вважають, що до нової церкви було зроблено новий іконостас, але ікони вже перемальовано. Останній зовнішній ремонт було проведено в 1985 р. Дзвони спочатку були на турні, але їх, крім малого, забрали в Першу світову війну.
На початку 1930-х років перед церквою збудували одноярусну каркасну дерев'яну дзвіницю. Великий дзвін відлито ужгородською фабрикою «Акорд» у 1932 р. На малому, принесеному з Ужгорода місцевим силачем Василем Заревою, написано: «Акорд» фабрика звонов т-во Ф. Ганича в Ужгороді 1936".

## Присілки
Зімбрілово
Зімбрілово - колишнє село в Україні, в Закарпатській області. 
Обєднане з селом Косино
Згадки:  1541: Zÿmbrÿlla, 1543: Zÿmbrilla falwa, 1544: Zÿmbrillafalwa, 1550: Zÿmbrÿlla, 1570: Zimbrilafalua, 1600: Zimbrilova, 1630: Zimbrilla, 1645: Zimbrilla Falva, 1808: Zimbrillova, 1851: Kis-Belebele (Czimbrilovo), 1873: Zimbrollova, 1930: Zimbrilovo

## Населення
За переписом населення України 2001 року в селі мешкало 1025 осіб.

### Мова
Розподіл населення за рідною мовою за даними перепису 2001 року:
| Мова       | Відсоток |
| ---------- | -------- |
| українська | 99,03 %  |
| російська  | 0,78 %   |
| словацька  | 0,10 %   |

## Туристичні місця
- храм св. пр. Іллі. 1912.
- річка Обава